# Кремниевая долина (3-й сезон)
Премьера третьего сезона американского комедийного телесериала «Кремниевая долина» состоялась в США на HBO 24 апреля 2016 года. Сезон содержал 10 эпизодов и завершился 26 июня 2016 года.
В этом сезоне Ричард снова становится генеральным директором Пегого Дудочника после чрезмерных расходов и сомнительной практики Джека Баркера, который недолго занимал эту должность. После ухода из Пегого Дудочника Баркер переходит на работу к Гэвину Белсону в компанию Hooli. Эрлих объединяется с «Башкой» для создания нового инкубатора, но эта пара быстро терпит неудачу. Динеш создает приложение для видеочата на платформах Пегого Дудочника, которое неожиданно становится популярным.

## Актёры и персонажи

### Основной состав
- Томас Миддлдитч в роли Ричарда Хендрикса
- Ти Джей Миллер в роли Эрлиха Бахмана
- Джош Бренер в роли Нельсона «Башки» Бигетти
- Мартин Старр в роли Бертрама Гилфойла
- Кумэйл Нанджиани в роли Динеша Чугтая
- Аманда Крю в роли Моники Холл
- Зак Вудс в роли Дональда «Джареда» Данна
- Мэтт Росс в роли Гэвина Белсона
- Сьюзан Крайер в роли Лори Брим
- Джимми Оуян в роли Дзан Янга

### Периодические роли
- Стивен Тоболовски в роли Джека Баркера
- Крис Диамантопулос в роли Расса Ханнемана
- Крис Уильямс в роли Хувера
- Бен Фельдман в роли Рона ЛаФламма
- Милана Вайнтруб в роли Тары
- Энди Дейли в роли врача
- Элис Веттерлунд в роли Карлы Волтон
- Бернард Уайт в роли Денпока
- Эмили Чанг в роли камео
- Пинг Ву в роли Хенри
- Мэтт Маккой в роли Пита Монахана
- Энни Сертич в роли Си Джей Кэнтвелл
- Али Мауджи в роли Али Датта
- Скотт Прендергаст в роли Скотта
- Джилл Э. Александр в роли Патрис
- Брайан Тичнелл в роли Джейсона
- Анна Хаджа в роли Рейчел

## Эпизоды
| № общий | № в сезоне | Название                                                                     | Режиссёр        | Автор сценария  | Дата премьеры  | Зрители США (млн) |
| ------- | ---------- | ---------------------------------------------------------------------------- | --------------- | --------------- | -------------- | ----------------- |
| 19      | 1          | «Дружелюбно к основателю» «Founder Friendly»                                 | Майк Джадж      | Дэн О'Киф       | 24 апреля 2016 | 1,86              |
| 20      | 2          | «Двое в коробке» «Two in the Box»                                            | Майк Джадж      | Рон Вайнер      | 1 мая 2016     | 1,72              |
| 21      | 3          | «Рюкзак Майнерцхагена» «Meinertzhagen's Haversack»                           | Чарли Макдауэлл | Адам Каунти     | 8 мая 2016     | 1,69              |
| 22      | 4          | «Системные решения хранения данных Малеэнт» «Maleant Data Systems Solutions» | Чарли Макдауэлл | Доник Кэри      | 15 мая 2016    | 1,89              |
| 23      | 5          | «Пустое кресло» «The Empty Chair»                                            | Эрик Эппел      | Меган Амрам     | 22 мая 2016    | 1,71              |
| 24      | 6          | «Бахманити» «Bachmanity Insanity»                                            | Эрик Эппел      | Карсон Мелл     | 29 мая 2016    | 1,62              |
| 25      | 7          | «Чтобы построить улучшенную бету» «To Build a Better Beta»                   | Джейми Бэббит   | Джон Левенстейн | 5 июня 2016    | 1,70              |
| 26      | 8          | «Перезагрузка Бахмана» «Bachman's Earning's Over-Ride»                       | Джейми Бэббит   | Кэрри Кемпер    | 12 июня 2016   | 1,64              |
| 27      | 9          | «Ежедневные активные пользователи» «Daily Active Users»                      | Алек Берг       | Клэй Тарвер     | 19 июня 2016   | 1,63              |
| 28      | 10         | «Скачок» «The Uptick»                                                        | Алек Берг       | Алек Берг       | 26 июня 2016   | 2,04              |

## Производство
В апреле 2015 года сериал был продлен на третий сезон. В октябре 2015 года стало известно, что Стивен Тоболовски был приглашен на эпизодическую роль Джека Баркера.

## Критика

### Реакции критиков
На агрегаторе рецензий Rotten Tomatoes сезон получил 100-процентную оценку, получив статус «Certified Fresh». Средний балл 8,88/10 на основе 23 рецензий. Консенсус критиков сайта гласит: «Сатирический взгляд „Кремниевой долины“ на глупости технологической индустрии острее, чем когда-либо, в этом очень смешном третьем сезоне». Аналогично, на сайте Metacritic, где используется средневзвешенная оценка, фильм получил 90 баллов из 100 на основе отзывов 15 критиков, что свидетельствует о «всеобщем признании».
Роб Лоуман из Los Angeles Daily News после выхода третьего сезона назвал сериал «одной из лучших комедий на телевидении», сказав, что шоу "работает и как острая сатира на технологическую индустрию, и как комментарий на тему «искусство против коммерции». Аналогичным образом, в журнале Vanity Fair Лора Брэдли высоко оценила способность сериала сочетать комедию и драму, написав: «Силиконовая долина имеет всю остроту престижной драмы с высокими ставками, но в своей основе это комедия о незадачливых губерах».

### Номинации
В 2016 году сериал получил девять номинаций на 68-ю премию «Эмми», в том числе за «Лучший комедийный сериал», «Лучшая мужская роль в комедийном сериале» (Миддлдитч), две номинации за «Лучшая режиссура комедийного сериала» (Алек Берг за «Ежедневные активные пользователи»; Майк Джадж за «Дружелюбно к основателю»), две премии за «Лучший сценарий для комедийного сериала» (Дэн О’Киф за «Дружелюбно к основателю»; Алек Берг за «The Uptick»), «Лучший кастинг для комедийного сериала», «Лучший дизайн производства» и «Лучшее микширование звука».

## Домашние медиа
Третий сезон был выпущен на DVD и Blu-ray 11 апреля 2017 года; бонусные функции включают удаленные сцены.